# Biblioteca Seby Jones
La biblioteca Seby Jones es la biblioteca académica del campus de Toccoa Falls College. Entre sus diversas participaciones, la biblioteca tiene una colección de 85 000 libros, libros electrónicos y bases de datos de 56 000 libros electrónicos.

## Alfabetización
Uno de los muchos intereses que el personal de la Biblioteca Seby Jones tiene es Alfabetización Informacional. En particular, el personal de la administración pública es continuamente empleada y capacitada para instruir a los estudiantes en la forma de verificar la información que han encontrado en sus investigaciones.